# حوزه انتخابیه چهارم میسیسیپی
حوزه انتخابیه چهارم میسیسیپی یک حوزه انتخابیه مجلس نمایندگان آمریکا است که در ایالت میسیسیپی قرار دارد.